# 羅德斯峰
83°20′S 167°47′E / 83.333°S 167.783°E
羅德斯峰（英語：Rhodes Peak）是南極洲的山峰，位於沙克爾頓海岸，處於霍夫曼冰川終點以北，海拔高度780米，以美國海軍的上尉指揮官命名，現時由南極條約體系管理。